# فيرا فاسيليفا
فيرا فاسيليفا (بالروسية: Ве́ра Кузьми́нична Васи́льева، من مواليد 30 سبتمبر 1925) هي ممثلة سوفيتية وروسية، وممثلة سينمائية. تم تكريمها بفنانة الشعب لاتحاد الجمهوريات الاشتراكية السوفيتية في عام 1986. وحصلت مرتين على جائزة ستالين في عام 1948 وعام 1951. اشتهرت بأدوارها في فيلم العروس ذات المهر (1953) ومغامرات طبيب الأسنان (1965).

## الحياة المهنية
في عام 1943 التحقت فاسيليفا بمدرسة مدينة موسكو للدراما لدورة مع فلاديمير جوتوفتسيف.
في عام 1945 ظهرت فاسيليفا لأول مرة في السينما. ثم حصلت على جزء صغير في فيلم نداء الحب. تم تقديم أول دور كبير في عام 1947، عندما لعبت دور أناستاسيا جوسينكوفا في فيلم قصة سيبيريا.

## الحياة الشخصية
ولدت فاسيليفا في موسكو. كانت متزوجة من الممثل فلاديمير أوشاكوف حتى وفاته في عام 2011، ولم يُنجبا.